# Campeonato Mundial de Atletismo de 2005 - Maratona feminina
A maratona feminina no Campeonato Mundial de Atletismo de 2005 foi realizada nas ruas de Helsinque, na Finlândia, no dia 14 de agosto de 2005.

## Recordes
Antes desta competição, os recordes mundiais e do campeonato nesta prova eram os seguintes:
| Tipo                  | Atleta            | Tempo   | Local   | Data                 |
| --------------------- | ----------------- | ------- | ------- | -------------------- |
|                       | Paula Radcliffe   | 2:15:25 | Londres | 13 de abril de 2003  |
| Recorde do campeonato | Catherine Ndereba | 2:23:55 | Paris   | 31 de agosto de 2003 |

Os seguintes recordes mundiais ou do campeonato foram estabelecidos durante esta competição:
| Data         | Evento | Atleta                | Tempo   | Notas                 |
| ------------ | ------ | --------------------- | ------- | --------------------- |
| 14 de agosto | Final  | Paula Radcliffe (GBR) | 2:20:57 | Recorde do campeonato |

## Medalhistas
| Ouro                  | Prata                   | Bronze                    |
| Paula Radcliffe (GBR) | Catherine Ndereba (KEN) | Constantina Tomescu (ROU) |

## Calendário
Todos os horários estão no horário local (UTC+2)
| Data         | Horário | Fase  |
| ------------ | ------- | ----- |
| 14 de agosto | 14:20   | Final |

## Resultado final
A final ocorreu dia 14 de agosto às 14:20.
| Pos.              | Atleta                   | Nacionalidade   | Tempo   | Notas                 |
| ----------------- | ------------------------ | --------------- | ------- | --------------------- |
| Medalha de ouro   | Paula Radcliffe          | Grã-Bretanha    | 2:20:57 | Recorde do campeonato |
| Medalha de prata  | Catherine Ndereba        | Quênia          | 2:22:01 | Recorde da temporada  |
| Medalha de bronze | Constantina Tomescu      | Roménia         | 2:23:19 |                       |
| 4                 | Derartu Tulu             | Etiópia         | 2:23:30 | Recorde pessoal       |
| 5                 | Zhou Chunxiu             | China           | 2:24:12 |                       |
| 6                 | Yumiko Hara              | Japão           | 2:24:20 |                       |
| 7                 | Rita Jeptoo              | Quênia          | 2:24:22 | Recorde pessoal       |
| 8                 | Harumi Hiroyama          | Japão           | 2:25:46 |                       |
| 9                 | Hellen Jemaiyo Kimutai   | Quênia          | 2:26:14 | Recorde da temporada  |
| 10                | Megumi Oshima            | Japão           | 2:26:29 |                       |
| 11                | Madaí Pérez              | México          | 2:26:50 | Recorde pessoal       |
| 12                | Halina Karnatsevich      | Bielorrússia    | 2:27:14 | Recorde pessoal       |
| 13                | Dorota Gruca             | Polónia         | 2:27:46 | Recorde pessoal       |
| 14                | Jong Yong-Ok             | Coreia do Norte | 2:29:43 | Recorde pessoal       |
| 15                | Mari Ozaki               | Japão           | 2:30:28 |                       |
| 16                | Asha Gigi                | Etiópia         | 2:30:38 |                       |
| 17                | Ryoko Eda                | Japão           | 2:31:16 |                       |
| 18                | Mara Yamauchi            | Grã-Bretanha    | 2:31:26 | Recorde pessoal       |
| 19                | Rosaria Console          | Itália          | 2:32:47 |                       |
| 20                | Alina Ivanova            | Rússia          | 2:32:53 |                       |
| 21                | Aurica Buia              | Roménia         | 2:33:20 | Recorde pessoal       |
| 22                | Shitaye Gemechu          | Etiópia         | 2:34:01 |                       |
| 23                | Oh Song-Suk              | Coreia do Norte | 2:34:07 |                       |
| 24                | Ryang Gum-Hwa            | Coreia do Norte | 2:34:35 |                       |
| 25                | Hayley Haining           | Grã-Bretanha    | 2:34:41 | Recorde pessoal       |
| 26                | Turena Johnson-Lane      | Estados Unidos  | 2:34:43 | Recorde pessoal       |
| 27                | Anna Pichrtová           | Chéquia         | 2:34:45 |                       |
| 28                | Kirsten Melkevik Otterbu | Noruega         | 2:35:08 |                       |
| 29                | Beatrice Omwanza         | Quênia          | 2:35:48 |                       |
| 30                | Jill Boaz                | Estados Unidos  | 2:36:29 | Recorde da temporada  |
| 31                | Isabel Eizmendi          | Espanha         | 2:36:41 |                       |
| 32                | Ana Dias                 | Portugal        | 2:36:50 |                       |
| 33                | Shireen Crumpton         | Nova Zelândia   | 2:37:03 | Recorde pessoal       |
| 34                | Irina Permitina          | Rússia          | 2:38:16 |                       |
| 35                | Emily Levan              | Estados Unidos  | 2:38:32 | Recorde pessoal       |
| 36                | Jennifer Crain           | Estados Unidos  | 2:39:02 | Recorde da temporada  |
| 37                | Dire Tune                | Etiópia         | 2:39:13 |                       |
| 38                | Nadezhda Wijenberg       | Países Baixos   | 2:39:36 | Recorde da temporada  |
| 39                | Liza Hunter-Galvan       | Nova Zelândia   | 2:39:47 |                       |
| 40                | Tegla Loroupe            | Quênia          | 2:39:58 |                       |
| 41                | Nadia Ejjafini           | Bahrein         | 2:41:51 | Recorde da temporada  |
| 42                | Maija Oravamäki          | Finlândia       | 2:43:31 | Recorde da temporada  |
| 43                | Clarisse Rasoarizay      | Madagáscar      | 2:43:58 | Recorde da temporada  |
| 44                | Oh Jung-hee              | Coreia do Sul   | 2:47:42 |                       |
| 45                | Rebecca Moore            | Nova Zelândia   | 2:50:36 |                       |
| 46                | Epiphanie Nyirabarame    | Ruanda          | 2:52:11 |                       |
| 47                | Hafida Narmouch          | Marrocos        | 2:52:41 |                       |
| 48                | Mulu Seboka              | Etiópia         | 2:53:08 |                       |
| 49                | Nili Abramski            | Israel          | 2:54:08 |                       |
| 50                | Mary Akor                | Estados Unidos  | 2:57:18 |                       |
| 51                | Mamokete Lechela         | Lesoto          | 3:03:26 | Recorde da temporada  |
| —                 | Debbie Mason             | Grã-Bretanha    | DNF     |                       |
| —                 | Kenza Wahbi              | Marrocos        | DNF     |                       |
| —                 | Fabiola William John     | Tanzânia        | DNF     |                       |
| —                 | Kay Ulrich               | Nova Zelândia   | DNF     |                       |
| —                 | Nuţa Olaru               | Roménia         | DNF     |                       |
| —                 | Zhor El Kamch            | Marrocos        | DNF     |                       |
| —                 | Sandra Ruales            | Equador         | DNS     |                       |
| —                 | Agueda Amaral            | Timor-Leste     | DNS     |                       |

Legenda
| Recorde mundial       | Recorde mundial (World record)               |                       | Recorde africano                      | Recorde africano (African) |                                           | Q | Classificado por posição (Qualified) |
| Recorde do campeonato | Recorde do campeonato (Championship record)  | Recorde da América    | Recorde da América (Americas)         | q                          | Classificado por melhor tempo (Qualified) |   |                                      |
| Melhor marca do ano   | Melhor marca do ano (World leading)          | Recorde asiático      | Recorde asiático (Asian)              | DNS                        | Não largou (Did not start)                |   |                                      |
| Recorde nacional      | Recorde nacional (National record)           | Recorde europeu       | Recorde europeu (European)            | DNF                        | Não terminou (Did not finish)             |   |                                      |
| Recorde pessoal       | Recorde pessoal do atleta (Personal best)    | Recorde da Oceania    | Recorde da Oceania (Oceania)          | DSQ / DQ                   | Desclassificado (Disqualified)            |   |                                      |
| Recorde da temporada  | Recorde da temporada do atleta (Season best) | Recorde sul-americano | Recorde sul-americano (South America) | NM                         | Sem marca (No mark)                       |   |                                      |